# Liceo classico statale Michelangiolo
Il liceo classico statale Michelangiolo è un liceo classico di Firenze. Fondato nel 1888 come Regio Liceo Michelangiolo, ha sede nell'ex complesso monastico di Santa Maria Maddalena de' Pazzi con ingresso da via della Colonna.

## Storia
Il complesso architettonico risale al 1265 con la fondazione del Monastero Benedettino delle Convertite, destinato ad accogliere donne pentite. Questo monastero, noto come "Santa Maria Maddalena delle Convertite", rappresenta il primo nucleo dell'attuale struttura. Nel 1320, il complesso fu occupato dalle suore agostiniane di San Luca a Montisoni, che in seguito adottarono la regola cistercense, conferendo al luogo il nome di "Santa Maria in Cestello".
Nel 1442, i monaci cistercensi della Badia a Settimo si insediarono nel monastero e, sotto la guida dell’architetto Giuliano da Sangallo, avviarono un'importante ristrutturazione, trasformando il complesso in un’opera significativa del Rinascimento. Durante questo periodo, venne creata la splendida "Crocifissione" del Perugino, un affresco commissionato dalla famiglia Pucci e oggi visibile nella sala capitolare. Nel 1628, le monache carmelitane presero possesso del monastero, ampliandolo ulteriormente con la costruzione del coro, della sagrestia, del parlatorio e degli appartamenti della madre superiora.
Con il trasferimento della capitale del Regno d’Italia a Firenze nel 1864 e la soppressione dei conventi nel 1866, il complesso monastico subì drastici interventi urbanistici. Il prolungamento di via della Colonna, progettato da Felice Francolini, tagliò in due la struttura, creando una nuova facciata in stile neorinascimentale e adattando gli spazi a nuove esigenze. Nel 1888, l'edificio divenne sede della Scuola Normale Sperimentale Maschile e della Scuola Tecnica P. Toscanelli. Nel 1898, questi locali accolsero il Regio Liceo Michelangiolo, che da allora ha mantenuto la sua funzione educativa.

## La sede
L’architettura del complesso rispecchia i molteplici interventi subiti nel corso dei secoli. Il primo nucleo medievale è oggi visibile solo in pochi dettagli, come alcune finestre archiacute tamponate nell’attuale Aula Magna. La fase rinascimentale, avviata da Giuliano da Sangallo, ha lasciato tracce più evidenti, tra cui il chiostro d’ingresso, caratterizzato da un loggiato con volte a crociera sorrette da colonne in pietra serena, e la sala capitolare, che ospita l’affresco della "Crocifissione" del Perugino, un’opera di straordinaria bellezza e valore storico-artistico.
Nel XIX secolo, l’architetto Felice Francolini rielaborò la struttura, creando una facciata caratterizzata da diciannove ampie arcate tamponate, sormontate da finestre dipinte a riquadri con elementi decorativi in stile brunelleschiano. Questo intervento, pur segnato da alcune perdite decorative nel Novecento, testimonia il gusto eclettico dell’epoca e il tentativo di armonizzare il complesso con il nuovo assetto urbanistico della città.

## La biblioteca
La biblioteca del Liceo Classico Michelangiolo è stata istituita all’inizio del Novecento e oggi custodisce un patrimonio di oltre 20.000 volumi. La collezione comprende testi letterari, saggi critici, opere storico-filosofiche, trattati scientifici e libri d’arte, oltre a enciclopedie, dizionari e periodici.
Una parte significativa del patrimonio proviene da biblioteche di istituzioni religiose soppresse, come i Cappuccini di Montughi, i Domenicani, i Gesuiti e i Serviti. Tra i volumi più preziosi vi sono i 400 del Fondo Antico, risalenti al periodo compreso tra il Cinquecento e il 1830.
Il catalogo della biblioteca è costantemente aggiornato ed è consultabile online tramite l'OPAC del Comune di Firenze, nella sezione dedicata alle biblioteche scolastiche.

## Patrimonio artistico
- Crocifissione del Perugino

La sala capitolare, decorata con affreschi del Perugino, è caratterizzata da una tripartizione della decorazione sotto le volte a crociera. Il Perugino creò un'architettura prospettica che guida lo sguardo verso un punto di vista centrale. La parete est ospita la Crocifissione, mentre sulla parete nord si trova San Bernardo accoglie il Cristo che si stacca dalla croce. Gli affreschi sono unificati da un paesaggio continuo e rarefatto, con dolci colline, alberelli e tonalità sfumate verso l'orizzonte.
Nella Crocifissione, Gesù campeggia al centro, con la Maddalena inginocchiata ai piedi della croce, riferimento alle Pentite del convento. Ai lati si trovano san Bernardo e la Madonna (a sinistra), san Giovanni evangelista e san Benedetto (a destra).
A sinistra, l'affresco San Bernardo accoglie il Cristo che si stacca dalla croce esprime il misticismo del santo, con dettagli come le ossa del Calvario, simbolo del memento mori. L'opera è presentata come un trittico monumentale, con un'intonazione aulica e contemplativa, pochi personaggi sobri e un'ampia apertura paesistica.
L'uso di colori tenui e delicati, applicati con velature trasparenti, distingue gli affreschi dalle vivide pitture su tavola dell'artista nello stesso periodo.
- Il tabernacolo

L’opera si trova nella lunetta sopra il portale principale e raffigura Santa Maria Maddalena dei Pazzi, accompagnata da consorelle e due angeli. Simbolo della santa è un giglio, ben visibile nella composizione. L’affresco, realizzato con colori stemperati nella calce e arricchito da finiture a secco, presenta una carbonatazione superficiale e risale probabilmente alla fine del XIX secolo, periodo in cui fu decorata l’intera facciata. Sono state individuate tracce di spolvero e disegno diretto in rosso per il riporto delle figure. Il pittore, tuttavia, rimane ignoto.  
L’opera si presentava in condizioni di degrado avanzato a causa di un diffuso strato di nerofumo, depositi incoerenti e danni antropici, tra cui il lancio di uova, che hanno contribuito alla caduta della pellicola pittorica e all’alterazione cromatica. Si è rilevata anche la presenza di un fissativo organico, probabilmente applicato durante un precedente intervento, che mostrava segni di scurimento e inglobamento di polveri. Nella parte superiore, il fissativo risultava alterato, mentre nelle figure posteriori al coro appariva pigmentato, assumendo l’aspetto di una ridipintura. Nonostante il degrado, l’intonaco originale non mostrava gravi lesioni, ad eccezione di due piccole lacune. Le ridipinture, più evidenti nelle nuvole e nello sfondo dietro la Madonna col Bambino, sono state eseguite a calce, mentre la cornice era stata ridipinta con materiali sintetici non compatibili con l’originale.  
Il restauro ha previsto una serie di interventi mirati, tra cui la pulitura differenziata per rimuovere il nerofumo e i depositi organici. Sono stati utilizzati reagenti come ammonio carbonato e bicarbonato, applicati con carta giapponese e spazzole morbide. I residui di uova sono stati trattati con acqua calda e rimossi meccanicamente. Successivamente, si è applicata una soluzione satura di ammonio carbonato per sciogliere le impurità e consentire una rimozione precisa con spugne e spazzolini.  
Le lacune dell’intonaco sono state integrate con malte specifiche, differenziando granulometria e proporzione tra inerte e legante, a seconda della profondità delle lacune. L’arriccio, necessario per le zone più profonde, è stato lasciato ruvido per garantire l’adesione dell’intonachino, che è stato poi modellato per riprodurre la texture originale.  
Per il ritocco pittorico, si è optato per un’integrazione a sottotono, utilizzando terre, ocre e ossidi legati con caseinato d’ammonio, applicati a velature successive fino a raggiungere la tonalità desiderata. Questo intervento ha permesso di restituire leggibilità all’opera, rispettandone al contempo l’autenticità storica.
- Assunzione della Madonna

Fiammetta Faini attribuisce l'opera a una fase giovanile di Matteo Rosselli, con analogie stilistiche agli affreschi del Chiostro dei Morti nella SS. Annunziata. L'attuale collocazione, all'interno di quello che è oggi un ambiente adibito a palestra presso il Liceo Classico Michelangiolo di Firenze, ha compromesso gravemente la sua conservazione. Inoltre, la parte inferiore dell'affresco è stata danneggiata dalla costruzione di una parete divisoria che separa la palestra dalla vicina chiesa di Santa Maria Maddalena de' Pazzi. 
- Angeli reggicortina

I due affreschi staccati, raffiguranti ciascuno un angelo, sono attribuiti a Matteo Rosselli da Fiammetta Faini e risalgono a un periodo giovanile dell'artista, tra il 1614 e il 1618. Stilisticamente, sono affini all'Assunta, anch'essa presente nel Liceo Michelangiolo, e agli affreschi del Chiostro dei Morti alla SS. Annunziata. Attualmente, gli affreschi si trovano nella sala professori del Liceo Michelangiolo, mentre fino al 1966 erano esposti nel corridoio sotto la chiesa, che conduceva al Cenacolo del Perugino.

## La collezione scientifica
Dal principio del Novecento, i locali del Liceo Classico Michelangiolo ospitano due collezioni scientifiche, quella di Fisica e quella Naturalistica, acquisite per fini didattici. La collezione didattica di Fisica comprende 78 strumenti databili ai secoli XIX e XX, tra cui piano inclinato, bilance, sferometro e barometri, utilizzati per esperimenti e dimostrazioni. La collezione naturalistica è composta da 57 reperti, tra cui una vertebra di animale preistorico, animali imbalsamati e scheletri di esseri umani e animali.